# ناحیه نواب‌گنج
ناحیه نواب‌گنج (به لاتین: Chapai Nawabganj District) یک ناحیه در بنگلادش است که در استان راج‌شاهی واقع شده‌است.

## خصوصیات
ناحیه نواب‌گنج ۱٬۷۰۲٫۵۵ کیلومترمربع مساحت و ۱٬۶۴۷٬۵۲۱ نفر جمعیت دارد.